# Sphaeria epimyces
Sphaeria epimyces är en svampart som först beskrevs av Christian Gottfried Ehrenberg, och fick sitt nu gällande namn av Elias Fries 1823. Sphaeria epimyces ingår i släktet Sphaeria och familjen kolkärnsvampar.   Inga underarter finns listade i Catalogue of Life.